# Masuyo Shiraishi
Masuyo Shiraishi (白石 益代, Shiraishi Masuyo, 24 september 1963) is een voormalig Japans voetbalster.

## Carrière
Shiraishi maakte op 7 juni 1981 haar debuut in het Japans vrouwenvoetbalelftal tijdens een wedstrijd om het Aziatisch kampioenschap 1981 tegen Chinees Taipei. Ze speelde 4 interlands voor het Japans voetbalelftal.

## Statistieken
| Japans vrouwenvoetbalelftal | Japans vrouwenvoetbalelftal | Japans vrouwenvoetbalelftal |
| Jaar                        | Wed.                        | Dlp.                        |
| --------------------------- | --------------------------- | --------------------------- |
| 1981                        | 4                           | 0                           |
| Totaal                      | 4                           | 0                           |